# Bazilika sv. Obitelji u Solinu
Crkva sv. Obitelji katolička je crkva u Prasvetištu i Župi Gospe od Otoka u Solinu.

## Povijest
Zbog rasta broja vjernika Župe Gospe od Otoka (2000.-ih oko 12 000) i male površine župne crkve (oko 200 m2), koja nije mogla udovoljavati pastoralnim potrebama, rasla je potreba za većom crkvom. Zauzetošću splitsko-makarskoga nadbiskupa Marina Barišića zamisao o gradnji nove crkve 2009. godine prenesena je u projekt, a 2013. godine u gradnju. U petak 4. listopada 2013. msgr. Barišić blagoslovio je gradilište i početak radova nove crkve u Gospinom prasvetištu u Solinu. Crkva se gradila na mjestu nekadašnjeg parkirališta između Starog groblja i Doma kulture Zvonimir. Za novu crkvu Splitsko-makarska nadbiskupija zatražila je od pape naslov bazilike. Crkvu je prvog dana trodnevnice Maloj Gospi, u subotu 5. rujna 2020. godine posvetio msgr. Barišić. Dana 16. rujna 2020. u crkvi je zaređen za biskupa msgr. Ante Jozić, naslovni cissanski biskup i tada imenovani papinski nuncij u Bjelorusiji.

## Odlike
Crkva se gradi po idejnom rješenju arhitekta Viktora Vrečka. Projekt čine dvije građevine: crkva i pastoralni centar. U prosjeku su 45 m duge i 34 m široke. Bruto površina crkve je 1100 m2 s oko 650 sjedećih mjesta. Imat će šest ulaza te glavni na jugozapadu i tri sakristije. Crkva je obložena kamenom kao i dvorište. Uporabljeni kamen je brački avorio i veselje te trogirski plano. Tijekom kolovoza 2020., uoči posvete, sadi se bilje i stabla oko zdanja.
Mise se tijekom tjedna održavaju u staroj crkvi, a a nedjeljna i blagdanska te sve veće vjerske događaje u ovoj crkvi.
Mjesto gradnje, Gospin otok uz Jadro (Solinsku riku) izabrano je jer su u na tom mjestu doseljeni Hrvati primili krštenje pa se i naziva „hrvatskim Jordanom”.
Portal crkve je visok petnaest metara, a širok pet. U podnožju su velike vratnice i sve je od kovine. Prekrivene su zrakama koje označavaju darove Duha Svetoga.
Oltar je 8 tona težak monolit od bračkog kamena "sv. Petar". Sprijeda je križ s ugrađenom relikvijom sv. Dujma. Gledano sprijeda, iznad relikvije je rana na Kristovu boku, križ oko Isusove glave i kalež spasenja, sve u crvenoj boji. Svetohranište je zamišljeno kao stup i nalazi se lijevo, a krstionica je desno, osmerokutna oblika i podsjeća na Višeslavovu krstionicu, ali i na splitsku katedralu.
Zidove prekrivaju mozaici i freske koje je osmislio isusovac p. Marko Rupnik sa suradnicima Centra Alettija. U središtu mozaika je Isus Krist Svevladar. Sa strane su Blažena Djevica Marija i sv. Ivan Krstitelj. Oko njih su sv. Josip, sv. Petar i sv. Pavao, evanđelisti Matej, Marko, Luka i Ivan, salonitanski mučenici i splitski zaštitnici sv. Dujam i sv. Staš, sv. Jeronim Dalmatinac, sv. Lucija, sv. Cecilija, sv. Ivan Zlatousti, sv. Grgur Nazijanski, sv. Frane Asiški, sv. Klara, sv. Terezija – Benedikta od Križa, sv. Ivan Pavao II., sv. Majka Tereza, sv. Nikola Tavelić, sv. Marko Križevčanin, sv. Leopold Mandić, bl. Ozana Kotorska, bl. Marija Propetog Isusa Petković i bl. Ivan Merz. Na mozaiku je u nadbiskupski palij sv. Dujma ugrađen je kamenčić s bazilike na Manastirinama gdje je bio njegov grob i još jedan sa salonitanskog baptisterija. U reljefu s desne strane je lik bl. Alojzija Stepinca, s relikvijom njegova tijela i kardinalskog solidea (kapice) koju je kardinal Franjo Kuharić poklonio solinskoj župi 1976. godine.
Freske na zidovima su u toplim tonovima i plavoj boji. Prikazuju povijest spasenja i gusto su naredanih biblijskih motiva. Izbor svetaca oko opće kršćanskih predstavlja opću, hrvatsku i mjesnu, dalmatinsku Crkvu. Dalmaciju predstavlja bukarica kao svojevrsni kalež. Prostor od orgulja je iznad ulaznih vrata i na bočnom zidu. Kripta crkve je ispod oltara. Okrugla je i pripremljenih niša za grobove splitskih nadbiskupâ.

## Vanjske poveznice
|  | Zajednički poslužitelj ima još gradiva o temi Bazilia svete Obitelji u Solinu |